# Didier Chrispeels

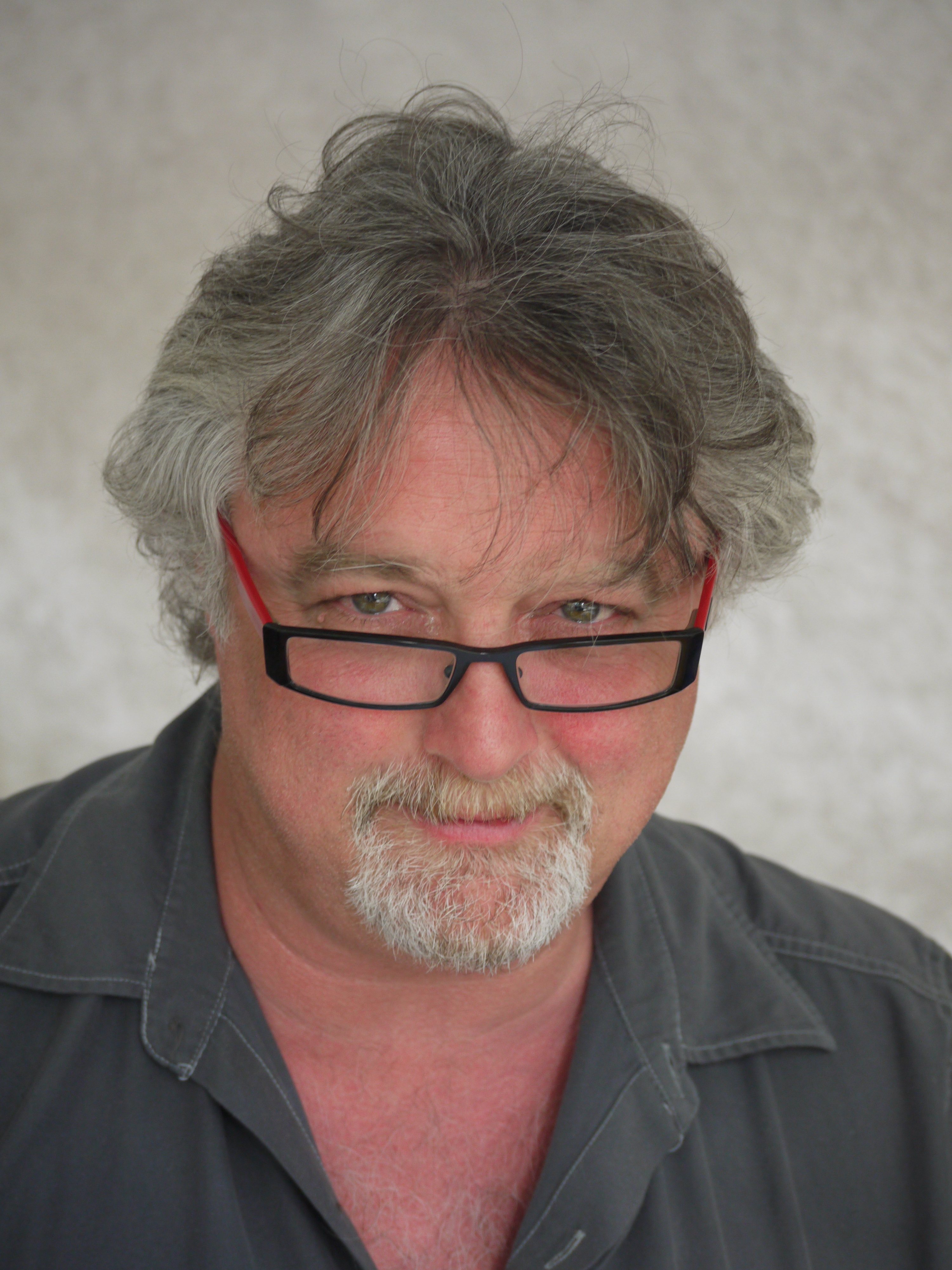
Didier Chrispeels in 2010

Didier Chrispeels, pseudoniem Crisse, (Brussel,  26 februari 1958) is een Belgische striptekenaar.

## Biografie
Crisse begon met tekenen van stripverhalen op zijn achttiende. Hij startte zijn stripcarrière met de strip Ocean's King voor het tijdschrift  Robbedoes in 1979 en met Nahomi voor Kuifje in 1980.
Hij vestigde zich in Frankrijk en begon daar in samenwerking met Jacky Goupil aan de fantasyreeks Het kristallen zwaard, die in het Nederlands taalgebied werd uitgegeven door uitgeverij Blitz in de collectie Delta. Deze serie werd een groot succes en wordt gezien als een ijkpunt van het genre.
Vervolgens belandde hij bij Éditions Soleil, waarvoor hij verschillende series maakte, onder andere  Kookaburra en Atalante. Ook werkte hij als scenarioschrijver mee aan de series van andere tekenaars: Les Ailes du Phaéton (tekeningen van Serge Gino), Private Ghost (tekeningen van Serge Carrère) en Petit d'homme (tekeningen van Marc N'Guessan).

## Prijzen
- 2004: Jeugdprijs 9-12 jaar Angoulême festival voor Luuna, deel 2 (met Nicolas Keramidas )
- 2015: Fantasieprijs van het stripfestival van Ajaccio voor Atalante, the Odyssey